# Бркови (музичка група)
Бркови су музичка група из Загреба. Удаљене жанрове су духовито спојили у мелодиозну целину. Од турбо-фолка користе емотивне стихове спојене са жестином панк рока и тежином хеви метала. Њихове простодушне текстове прожима израван свирачки стил.

## Историја
Албуме објављују самостално, без издавачке куће. Сматрају како им издавачка кућа за промоцију албума уопште није потребна, већ сав посао око целокупне организације обављају сами. Као разлоге наводе присутност интернета као и чињеницу да ако би потписали уговор с издавачком кућом не би могли нудити албуме за бесплатно преузимање, што желе да раде. Сви њихови албуми у потпуности се могу преузети у mp3 формату на њиховом службеном веб-сајту (за ниску цену се могу купити и у веб-шопу). Албуме издају у стандардном CD облику које дистрибуишу на наступима. Уместо правих имена представљају се надимцима, албуме нуде бесплатно, а текстови песама су увредљиви. Ипак, овај бенд је уобичајену друштвену и политичку тематику панка замијенио љубавним текстовима типичнима за турбо-фолк и забавну музику.
Садашњи певач Шемсо 69 долази у бенд 2007. када је заменио првог певача. Шемсо 69 је аутор и већине текстова.
Састав Бркова претрпео је значајне измене када су га напустили гитаристи Жорж и Прасац. Уместо њих бенду су приступили Ален Влајнић и Игор Паспаљ који су свирали на албуму Крвава новчаница.
Музику какву свирају Бркови и пре су свирали махом босанскохерцеговачки бендови као што су Ватрени пољубац и Нервозни поштар.

## Дискографија
Студијски албуми
- Панк-фолк велнес (2009)
- Друштво бркатих младића (2010)
- Балкански Есперанто (2012)
- Бркати гости (2013)[а]
- Пизда материна (2014)
- Торзо Даде Топића (2016)
- Хормон среће (2018)
- Бркови су да се воле (2020)[10]
- Крвава новчаница (2023)[11]

Снимак концерта
- Лајв ин Мочвара/Уживо у Ксету (2007)